# Західний Бараній
Західний Бараний — згаслий вулкан, що розташований у східній частині півострова Камчатка.Є частиною масиву Великого Семячика і є посткальдерне вулканічне утворення, розташований у західній частині кальдери. 
Абсолютна висота вулкану - 1425 м.
Діяльність вулкана відбувалась від кінця верхнього плейстоцену до голоцену. Склад лав змінювався спочатку на андезито-базальтовий, потім андезито-дацитовий і андезитовий.